# With you (柚子单曲)
《With you》是日本二人组合柚子（ゆず）的第35张单曲。2012年5月23日由其所属公司Senha&Company发售。